# Frotheim
Frotheim is een plaats in het oosten van de Duitse gemeente Espelkamp, deelstaat Noordrijn-Westfalen.

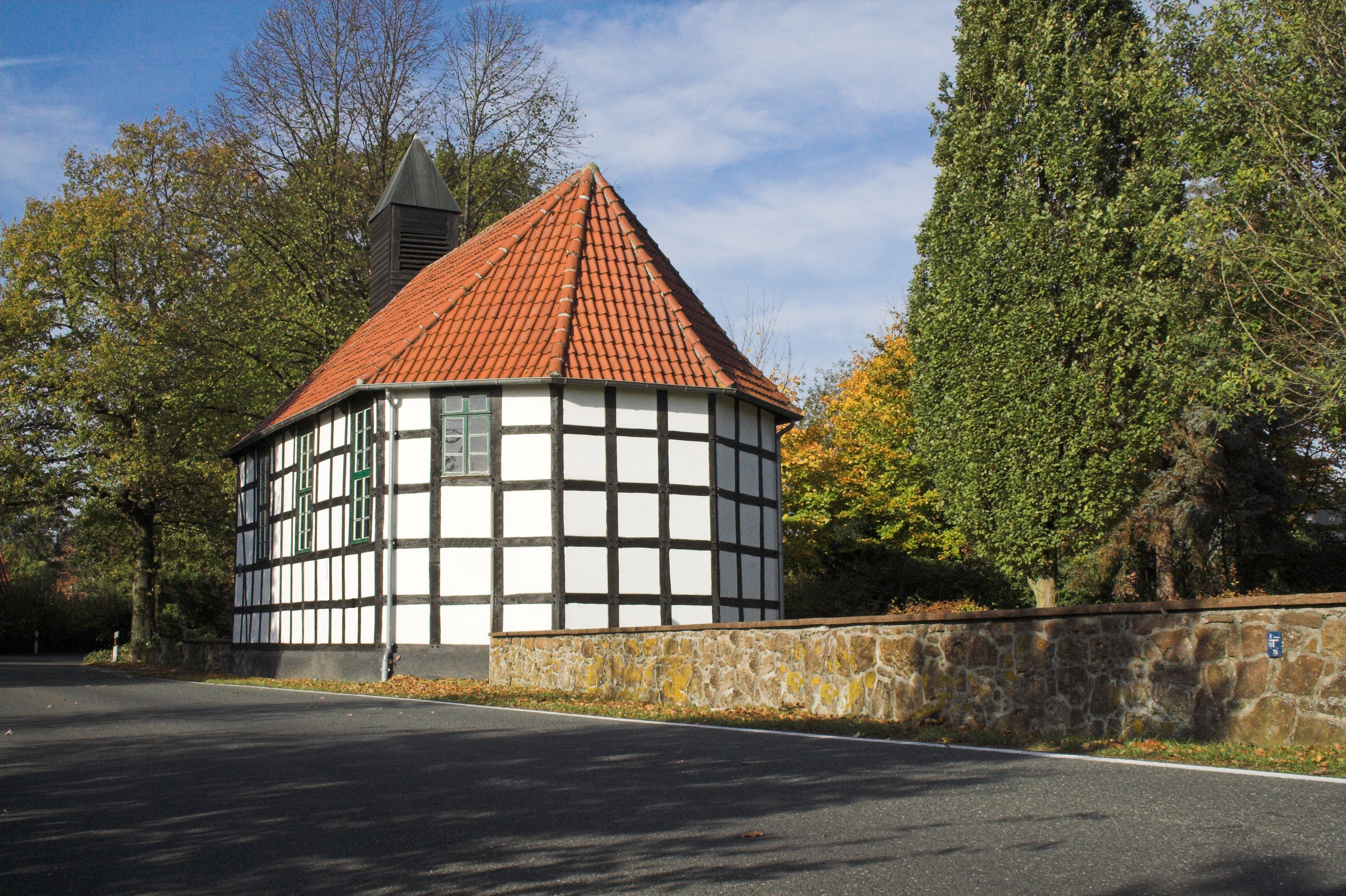
Kapelletje Klus (1818) in Frotheim

Nabij het dorp liggen enkele voor wandelingen geschikte bospercelen.
Voor meer informatie zie: Espelkamp.